# Блерстаун (Њу Џерзи)
Блерстаун (енгл. Blairstown) насељено је место без административног статуса у америчкој савезној држави Њу Џерзи.

## Демографија
По попису из 2010. године број становника је 515.
| Група             | 2000.    | 2010.       |
| Белци             | 0 (0,0%) | 486 (94,4%) |
| Афроамериканци    | 0 (0,0%) | 4 (0,8%)    |
| Азијати           | 0 (0,0%) | 3 (0,6%)    |
| Хиспаноамериканци | 0 (0,0%) | 18 (3,5%)   |
| Укупно            | 0        | 515         |